# غصات الحنين (مسلسل)
غصات الحنين، مسلسل درامي إجتماعي خليجي من إنتاج تلفزيون الكويت و MBC العرض الأول 15 أكتوبر 2004.

## فريق الممثلين
من بطولة الفنانين: محمد المنصور هدى الخطيب حسين المنصور محمد المنيع خالد البريكي هيفاء حسين فاطمة عبد الرحيم صالح زعل عبد المحسن النمر منصور المنصور سعاد علي شمعة محمد سعد البوعينين علي السبع شيماء سبت محمد العامري سالم بهوان جمعان الرويعي ابتسام العطاوي ابتسام عبد الله عصريه الزامل فاتن الدالي ياسر العماري عبدالمجيد قاسم، تأليف: شاكر المعتوق، وإخراج: عبد العزيز المنصور العرفج.

## قصة المسلسل
"مع تباشير نهاية الحرب العالمية الثانية بدأ العالم يتحسس خسائره ويضمد جراحه ويحاول أن ينهض من جديد سياسياً واقتصادياً واجتماعياً.. 
ما اعتاد عليه الناس الآن ولبضع سنوات بسيطة قادمة سيمارسونه ولكن كل هذا سيختفي عند ظهور مارد النفط، وسيصبح للدنيا شكلاً
آخراً .." (شاكر المعتوق)
مسلسل غصات الحنين
عمل يتناول الكويت خلال فترة الأربعينات والخمسينات من القرن الماضي حيث يقدم العمل صورة أهل الكويت والحياة البسيطة التي كانوا يعيشوها في قرية صغيرة وحياة السفر والبحر. تدور أحداث القصة حول شاب أصبح نوخذه (قبطان سفينة) فتولى منصبه الجديد في البوم (سفينة شراعية) وهم برحلة لنقل بضائع تاجر كويتي ما بين الهند والكويت. خلال هذه الرحلة يتعرض البوم لحادثة تصادم مع سفينة حديثة تفرق شمل البحارة الكويتيين فتضع هذه الحادثة التاجر الكويتي صاحب الحلال (بن شاهر) بمأزق مع بقية التجار. أما النوخذة الشاب (ضاحي) فقد تم فقدانه أيضا في البحر، ويجد نفسه بين مجموعة من الشباب في الهند يسطون على مراكب وسفن التجار الفاسدين وينفقون ما تمت سرقته على الفقراء، فينخرط معهم في أحداث تشوبها الإثارة والغموض.
أحداث عدة تجتمع في هذا العمل وألوان مختلفة يجسدها أبطال العمل في شخصيات:
لون المغامرة مع هيفاء حسين ومحمد العامري وجمعان الرويعي 
لون الكوميديا مع سعد البوعينين وسعاد علي 
لون الرومانسية مع حسين المنصور وفاطمة عبد الرحيم 
لون التعليم والكفاح والجهاد مع خالد البريكي وفيصل العميري
الوان عدة تجتمع في قصة تراثية اجتماعية ممزوجة ببعض خطوط الرومانسية والسياسية والكوميديا